# Římskokatolická farnost Mořkov
Římskokatolická farnost Mořkov je územní společenství římskokatolické církve v Mořkově s farním kostelem svatého Jiří, spadající do děkanátu Nový Jičín ostravsko-opavské diecéze. V základní škole v obci zajišťuje farnost výuku náboženství.

## Kněží pocházející z farnosti
Z farnosti pocházejí tito kněží:
- Jan Rýc
- Timotej Jan Kyselý OFMCap
- Bernard Josef Bartoň OFMCap
- Felicián Josef Macháč OFMCap
- Angelik Zdeněk Mička OP
- Vlastimil Bartoň
- Jan Kučera

a též řeholní sestra Bernarda Pavla Lacinová SCSC.

## Duchovní správci
Duchovním správcem farnosti byl od 1. září 1990 do 1. září 2013 páter František Káňa OPraem. Od dne jeho odchodu se po něm stal novým administrátorem polský kněz Paweł Piotr Dobija.